# Eisenstein-prím
Eisenstein-prímnek nevezik a matematikában az olyan aω + b Eisenstein-egészet, amely gyűrűelméleti értelemben felbonthatatlan, azaz csak Eisenstein egységekkel (1, 1+ω, ω, −1, −1-ω, −ω) és önmagával (aω + b) és önmaga egységszereseivel osztható. Itt ω az alábbi harmadik egységgyököt jelöli:
{\displaystyle {\frac {-1+i{\sqrt {3}}}{2}}.}
Pontosan azok az α Eisenstein-egészek Eisenstein-prímek, amelyek eleget tesznek az alábbi három feltétel valamelyikének:
1. α egy egység és 1 − ω szorzata
2. α egy egység és egy 3n − 1 természetes prímszám szorzata
3. α valamely Eisenstein-egésszel szorozva 3n + 1 alakú természetes prímszámot ad

Az első néhány 3n − 1 alakú képzetes rész nélküli Eisenstein-prím a következő (A003627 sorozat az OEIS-ben):
2, 5, 11, 17, 23, 29, 41, 47, 53, 59, 71, 83, 89, 101, 107, 113, 131, 137, 149, 167, 173, 179, 191, 197, 227, 233, 239, 251, 257, 263, 269, 281, 293, 311, 317, 347, 353, 359, 383, 389, 401, 419, 431, 443, 449, 461, 467, 479, 491, 503, 509, 521, 557, 563, 569, 587...
Néhány nem valós Eisenstein-prím a következő:
2 + ω, 3 + ω, 4 + ω, 5 + 2ω, 6 + ω, 7 + ω, 7 + 3ω
Minden Eisenstein-prím komplex konjugáltja Eisenstein-prím. Eisenstein-prím szorzata az Eisenstein-egészek bármely egységével (1, 1+ω, ω, −1, −1-ω, −ω) szintén Eisenstein-prím. A konjugálás és az egységgel való szorzás erejéig a fenti felsorolásban minden legfeljebb 7 abszolútértékű Eisenstein-prím szerepel.
Az Eisenstein-prímeket Ferdinand Eisenstein matematikusról nevezték el.